# La Chapelle (Iglesia)
La Chapelle es una iglesia bautista multisitio con sede en Montréal, Quebec, en Canadá. Ella está afiliada a Convención Bautista Nacional Canadiense. Su líder es el pastor David Pothier. 

## Historia
La iglesia fue fundada en 2013 por el pastor David Pothier.  En 2014, tenía 750 personas. 
En 2018, la iglesia tuvo 5 servicios y 1500 personas. En 2020, había abierto 4 campus en diferentes ciudades de Quebec.

## Creencias
La Iglesia es miembro de la Convención Bautista Nacional Canadiense.

## Programas Sociales
La Iglesia fundó la organización "J'aime ma ville", que ofrece, entre otras cosas, un banco de alimentos, un programa de apadrinamiento para los recién llegados y semanas de participación en la comunidad.